# (10372) Moran
(10372) Moran (1995 FO10) – planetoida z pasa głównego asteroid okrążająca Słońce w ciągu 4,24 lat w średniej odległości 2,62 j.a. Odkryta 26 marca 1995 roku.